# PIN Pad

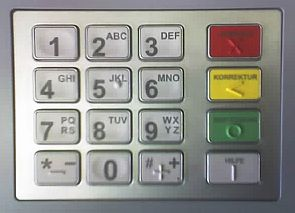
PIN Pad w bankomacie

PIN Pad – urządzenie zintegrowane z klawiaturą, przeznaczone do sprawdzenia poprawności wpisanego kodu PIN. Najczęściej wykorzystywane jest w tym celu w bankomatach i wpłatomatach. Zarządzanie kodami PIN jest uregulowane w międzynarodowym standardzie ISO 9564.
Jest to tak naprawdę klawiatura odporna na zniszczenie, która jednocześnie ma wbudowane funkcje związane z szyfrowaniem wprowadzonego przy jej pomocy kodu PIN. Zabezpiecza to wpisany kod przed przechwyceniem go w czasie transmisji, co jest prawdopodobne w przypadku, gdyby był on przesyłany dalej w formie niezaszyfrowanej. Najczęściej do szyfrowania wykorzystywany jest algorytm 3DES, czyli potrójny DES.
Przesyłanie zaszyfrowanego kodu PIN jest realizowane poprzez terminal POS do menedżera transakcji (pośrednika) lub bezpośrednio do banku, w zależności od właściciela urządzenia. W momencie wysłania tych danych, wszystkie są natychmiast usuwane z PIN pada. W przypadku kart mikroprocesorowych, które mają zapisany PIN w chipie, PIN pad wysyła niezaszyfrowany kod bezpośrednio do chipa w celu jego weryfikacji – jest to tzw. offline PIN verification.